# 国华镇
国华镇，是中华人民共和国四川省广元市旺苍县下辖的一个乡镇级行政单位。2020年5月，将原福庆乡红花村、农岗村、明星村、牌坊村所属行政区域划归国华镇管辖。

## 行政区划
国华镇下辖以下地区：
郭家坝社区、山坪村、山寨村、石岗村、小河村、春风村、花街村、山湾村、山峰村和古松村，红花村、农岗村、明星村、牌坊村。